# 亨利·詹姆斯·派伊

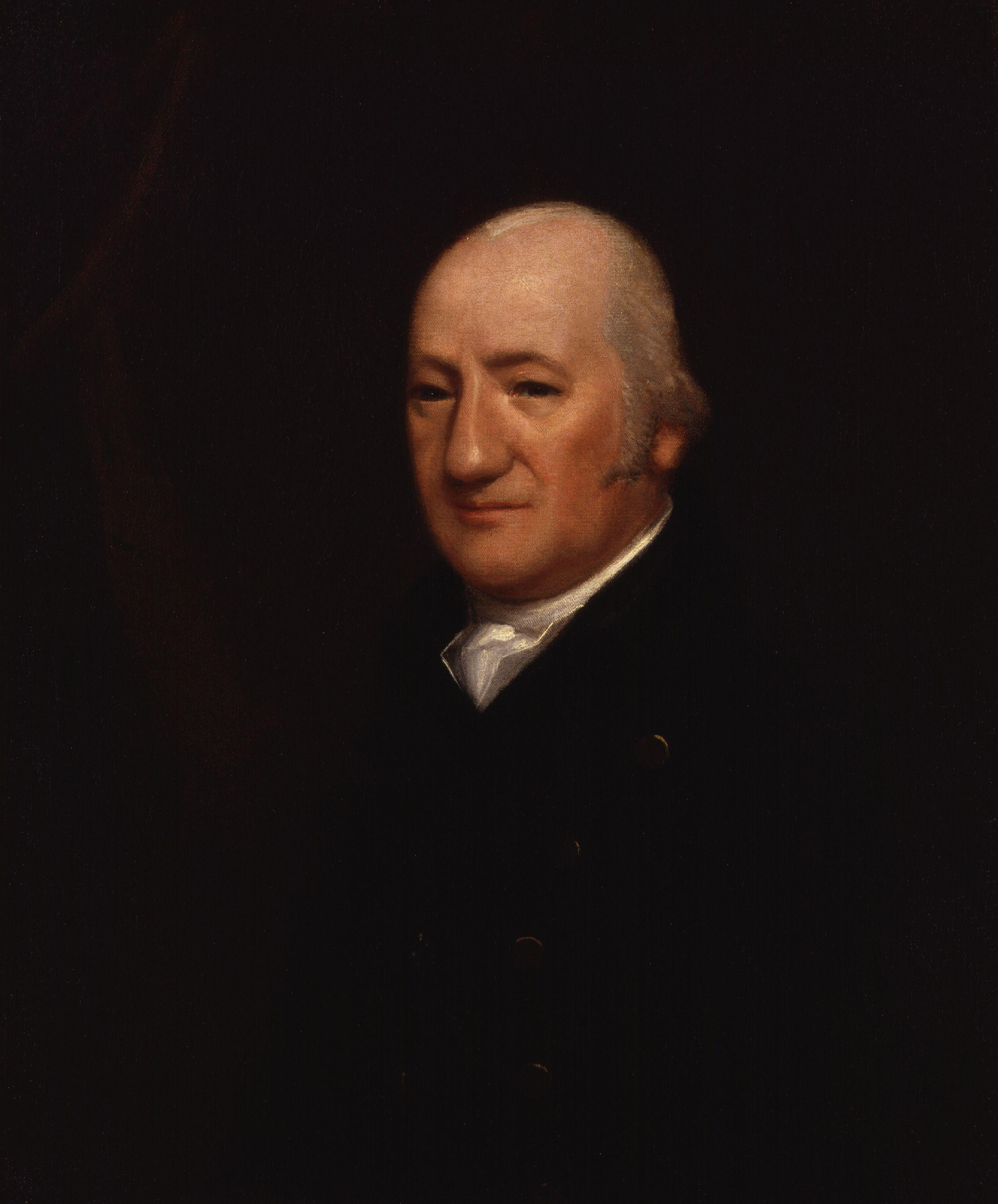
亨利·詹姆斯·派伊

亨利·詹姆斯·派伊（ /paɪ/ ；1745年2月20日– 1813年8月11日）是一位英国诗人，1790年被評為英國桂冠詩人。不過他的作品評價不高。有人認為他之所以會被評為英國桂冠詩人，可能與他支持小威廉·皮特有關。